# Elina Salo

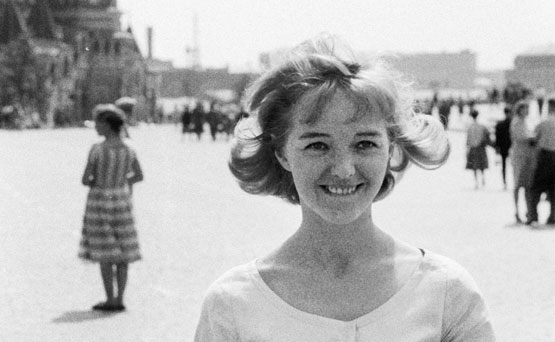
Elina Salo (1961)

Aino Elina Salo (* 9. März 1936 in Sipoo) ist eine finnische Theater- und Filmschauspielerin, die Rollen sowohl auf Finnisch als auch Schwedisch spielt.

## Leben
Elina Salo wuchs als Kind in ihrer mehrheitlich schwedischsprachigen Nachbarschaft im zweisprachigen Sipoo (schwedisch Sibbo) zweisprachig aufgewachsen. Mit 6 Jahren begann sie die schwedischsprachige Vorschule im Ort. Ihre Mutter war Finnlandschwedin.
Sie absolvierte die finnischsprachige allgemeinbildende Schule Helsingin Suomalainen Yhteiskoulu. Von 1955 bis 1958 absolvierte sie die finnischsprachige Theaterschule in Helsinki. Sie war ab dieser Zeit als Schauspielerin im finnischen Film und Fernsehen sowie Theater präsent, unter anderem im schwedischsprachigen Lilla Teatern.
In späteren Jahren wirkte sie bei Filmen von Aki Kaurismäki mit. Insgesamt wurde sie fünfmal mit dem nationalen Filmpreis Jussi ausgezeichnet. Für ihre letzte große Nebenrolle in Le Havre wurde sie 2012 mit dem Jussi geehrt und erhielt bei derselben Veranstaltung einen Jussi für ihr Lebenswerk.

## Filmografie (Auswahl)
- 1960: Komisario Palmun erehdys
- 1961: Kaasua, komisario Palmu!
- 1962: Yö vai päivä
- 1964: Kattorna
- 1967: Työmiehen päiväkirja
- 1969: Mumintrollet (TV-Serie)
- 1978: Runoilija ja muusa
- 1982: Avskedet
- 1987: Hamlet goes Business (Hamlet Liikemaailmassa)
- 1990: Das Mädchen aus der Streichholzfabrik (Tulitikkutehtaan tyttö)
- 1990–1991: Mumins (Zeichentrickserie, Stimme, 68 Folgen)
- 1996: Wolken ziehen vorüber (Kauas pilvet karkaavat)
- 2002: Der Mann ohne Vergangenheit (Mies vailla menneisyyttä)
- 2011: Le Havre

## Auszeichnungen
- 1979 – Jussi (beste weibliche Hauptrolle in Runoilija ja muusa)
- 1987 – Medaille Pro Finlandia
- 1991 – Jussi (beste weibliche Nebenrolle in Das Mädchen aus der Streichholzfabrik)
- 1997 – Jussi (beste weibliche Nebenrolle in Wolken ziehen vorüber)
- 2012 – Jussi (beste weibliche Nebenrolle in Le Havre)
- 2012 – Jussi (Lebenswerk)